# Plaza de Sants
La plaza de Sants es una plaza ajardinada ubicada en el barrio de Sants de Barcelona, España. Queda delimitada por la confluencia de la calle de Joan Güell, el paseo de Sant Antoni y la calle de Sants.

## Odonimia
La plaza fue bautizada al término de la guerra civil española. El nuevo consistorio franquista le dio el nombre Salvador Anglada, en honor a este político santsense, vinculado al carlismo y al pistolerismo, ejecutado en agosto de 1936, en los primeros meses del conflicto bélico. En 1980, durante la Transición democrática, fue rebautizada como plaza de Sants, nombre por el que ya era conocida popularmente.

## Historia
El 24 de enero de 1929 se aprobó el proyecto de construcción de una nueva estación de ferrocarril en Sants, frente a la que debía abrirse una plaza de nueva creación. El 15 de febrero de 1936 se inauguró la nueva estación de Sants, ubicada en la calle —hoy paseo— de Sant Antoni, aunque por falta de presupuesto el edificio de viajeros quedó inconcluso durante más de dos décadas. Con estas obras se soterraron la vías ferroviarias hasta la calle Jocs Florals; esta operación, junto al derribo de varias fincas colindantes a la vías, dieron origen a la explanada de la actual plaza de Sants.
Finalizada la Guerra Civil la plaza fue bautizada en honor a Salvador Anglada, y se llevó a cabo un primer ajardinamiento, con una zona arbolada y bancos. El 24 de octubre de 1948 se inauguró finalmente el edificio de viajeros de la estación de Sants, cuya entrada principal se abría ante la plaza. Todo ello convirtió el sitio en un centro neurálgico del barrio, así como un importante intercambiador entre el ferrocarril, el metro, el autobús y el tranvía.
En 1967 el Ayuntamiento de Barcelona aprobó la prolongación de la avenida de Roma hasta la Travesía Industrial de Hospitalet de Llobregat, con la construcción de un paso elevado en la plaza de Salvador Anglada. Los vecinos, movilizados por el Centre Social de Sants, se opusieron al proyecto con una intensa campaña de protesta, bajo el lema «Salvem Sants dia a dia: ni pas elevat ni Museu del Tramvia» (Salvemos Sants día a día: ni paso elevado ni Museu del Tranvía), que llegó a recoger 13.000 firmas de apoyo. En junio de 1974 el consistorio anunció la retirada del plan y aceptó la petición vecinal para transformar el espacio en jardines. Tras las obras de reurbanización, la nueva plaza Anglada fue inaugurada el 1 de febrero de 1975. Al acto, presidido por el alcalde Enrique Masó, asistieron centenares de vecinos y representantes de asociaciones cívicas de los barrios de Sants, Hostafrancs y La Bordeta.
En 2009 el pleno municipal del distrito de Sants-Montjuïc, a propuesta del Club Ciclista Sprint, aprobó el cambio de nombre de una parte de la plaza, al sur de la calle de Sants, por el de Ramon Torres i Casanovas. El cambio se hizo efectivo el 27 de marzo de 2010, coincidiendo con una etapa de Volta a Cataluña en Barcelona, en un acto presidido por el alcalde Jordi Hereu. Este espacio fue reurbanizado en 2016, quedando integrado en la nueva Rambla de Sants.

## Arte público

### Fuente del viejo

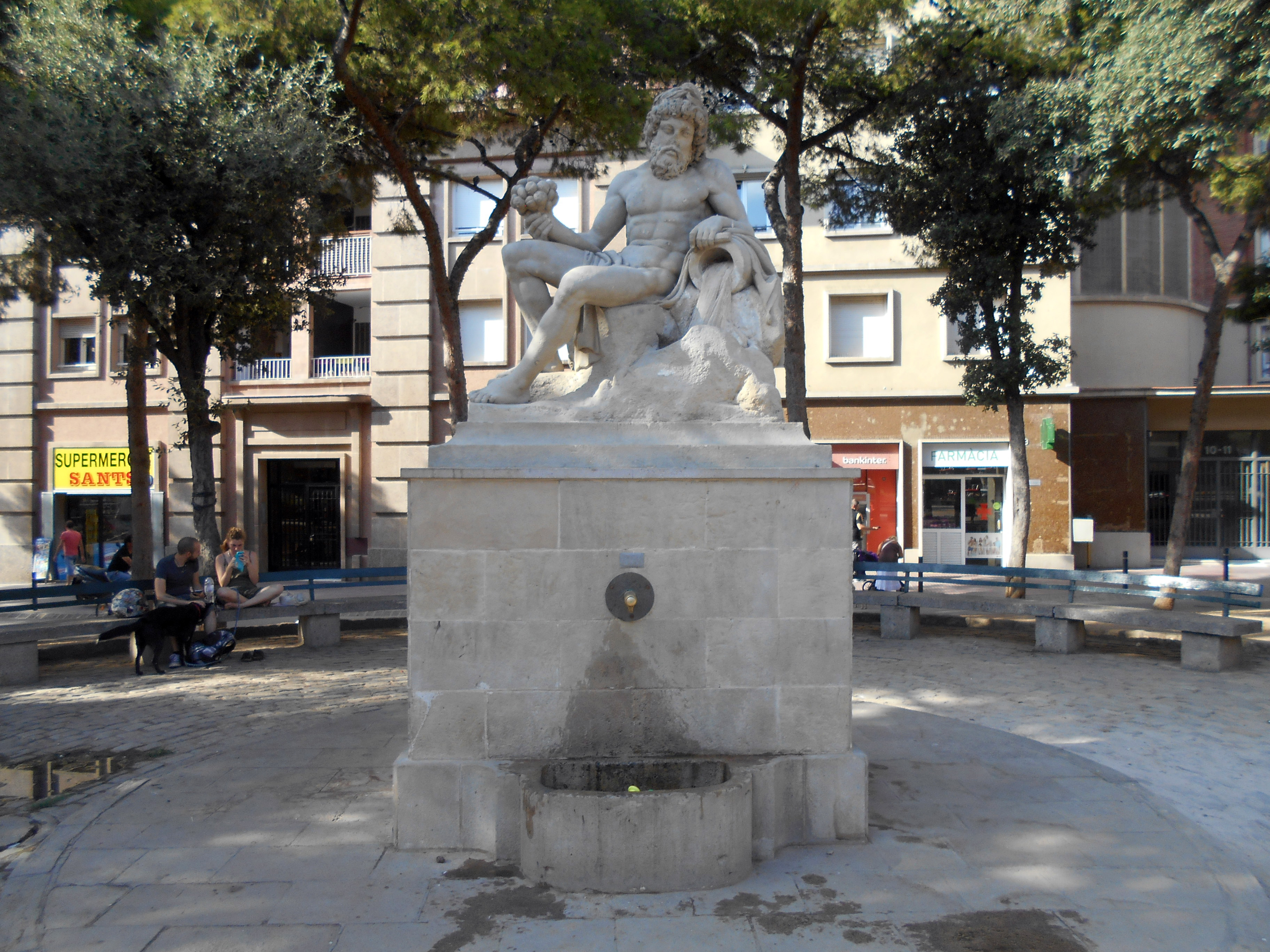
Fuente del viejo

Uno de los elementos destacados de la plaza es la conocida como Fuente del Viejo o del Chato, cuyo nombre hace referencia a la estatua neoclásica que la preside, un anciano cuya nariz está rota. Fue esculpida en 1818 por Damià Campeny para formar parte de una fuente monumental que originalmente estaba ubicada en la plaza del Teatro, junto a la Rambla. La figura fue trasladada a la plaza de Sants con motivo de la reurbanización de 1975.

### El ciclista
Esta escultura de grandes dimensiones (siete metros de altura por cinco de ancho), obra de Jorge Castillo, fue instalada en la plaza de Sants en 1986, en conmemoración del 75 aniversario de la primera edición de la Volta a Cataluña, la competición ciclista por etapas más antigua de España y la cuarta del mundo. La obra es de acero inoxidable pintado y evoca la figura de un ciclista sobre una bicicleta.

## Transporte público

### Metro
La estación de Plaça de Sants es un intercambiador de las líneas L1 y L5 del Metro de Barcelona. La estación de la L5 está ubicada bajo la misma plaza; el vestíbulo tiene dos accesos en la superficie. Un túnel subterráneo conecta con la estación de la L1, que está ubicada a un centenar de metros de distancia, en el subsuelo de la calle de Sants, donde se encuentran sus cinco accesos.

### Autobús
«Plaça de Sants» es una área de intercambio de la Red Ortogonal de Autobuses de Barcelona, que cuenta con tres paradas: una en la propia plaza (parada número 3520), que da servicio a la línea V5, y otras dos en la calle de Sants (números 708 y 1767), que dan servicio a las líneas 50 y D20, en ambos sentidos de la marcha. 
También en la calle de Sants se ubican las paradas de «Metro Plaça de Sants» (números 584 y 1364) que dan servicio a las líneas 50, D20 y V5. Finalmente en el paseo de Sant Antoni se encuentra la parada «Sant Antoni - Plaça de Sants» (número 1771) de la línea 115.

### Bicicleta
Tanto el paseo de Sant Antoni como la calle Joan Güell cuentan con sendos carriles bici, que cruzan la plaza de Sants para conectar con la Rambla de Sants, que tiene la consideración de vía ciclable. La plaza cuenta con una estación del servicio Bicing y con dos aparcamientos públicos para bicicletas.